# Amanda Stepto
Amanda Stepto (ur. 1970 w Toronto) – kanadyjska aktorka. 

## Filmografia
- 2001: Degrassi: Nowe pokolenie (Degrassi: The Next Generation) - jako Christine 'Spike' Nelson
- 1991: Szkoła średnia Degrassi (School's Out) - jako Christine 'Spike' Nelson
- 1987-1991: Gimnazjum Degrassi (Degrassi Junior High) - jako Christine 'Spike' Nelson

### Gościnnie
- 2000: Strong Medicine - jako Mary